# Châtillon (Włochy)
Châtillon – miejscowość i gmina we Włoszech, w regionie Dolina Aosty, u wylotu doliny Valtournenche.
Według danych na styczeń 2009 gminę zamieszkiwało 4877 osób przy gęstości zaludnienia 122,6 os./1 km².
Patronem miasta jest Szymon Piotr, którego święto przypada 29 czerwca.